# Palaestrida
Palaestrida là một chi bọ cánh cứng trong họ Meloidae.
Chi này được miêu tả khoa học năm 1846 bởi White.

## Các loài
Các loài trong chi này gồm:
- Palaestrida bicolor White, 1846
- Palaestrida concolor MacLeay, 1887
- Palaestrida flabellicornis MacLeay, 1887
- Palaestrida nigripennis MacLeay, 1887